# Будилівка
Буди́лівка — село в Україні, у Потіївській сільській територіальній громаді Житомирського району Житомирської області. Кількість населення становить 120 осіб (2001). У 1923—54 роках — адміністративний центр колишньої однойменної сільської ради.

## Населення
В середині 19 століття нараховувалося 52 мешканці, православні. В кінці 19 століття кількість населення становила 480 осіб, з них чоловіків — 255 та 225 жінок, дворів — 72, або 79 дворів та 479 мешканців.
Відповідно до результатів перепису населення СРСР, кількість населення, станом на 12 січня 1989 року, становила 183 особи. Станом на 5 грудня 2001 року, відповідно до перепису населення України, кількість мешканців села становила 120 осіб.

## Історія
В другій половині 19 століття — сільце Радомисльського повіту Київської губернії, на річці Візня, за 5 верст вище від Янівки, за 15 верст від Малина, де розміщувалося поліційне управління. Входило до православної парафії в Янівці, де розміщувалося й волосне правління. Землі — 2 311 десятин, переважно ліси. Належало Теодозії Биковській. Східна частина поселення — Булгаки або Буглачки — входила до Янівського маєтку.
В кінці 19 століття — власницьке сільце Потіївської волості Радомисльського повіту Київської губернії. Відстань до повітового міста Радомисль, де розміщувалася також найближча поштово-телеграфна станція — 30 верст, до поштової земської станції в Облітках — 7 верст, до найближчої залізничної станції Житомир — 60 верст. Основним заняттям мешканців було рільництво. Землі — 1 973 десятини, з них поміщикам належить 1 267 десятин, селянам — 706 десятин. Сільце належало спадкоємцям Едуарда Биковського. Господарювали в маєтку самі спадкоємці, які, як і селяни, застосовували трипільну сівозміну.
9 листопада 1921 року через Будилівку провозили сотника Антончика, командира кінної сотні Подільської групи (командувач Сергій Чорний) Армії Української Народної Республіки, якого, після тяжкого поранення 7 листопада у Облітках, було там залишено у місцевих селян, а потім захоплено у полон. 10 листопада, під час Листопадового рейду, у Будилівці зупинилися на ночівлю 2-га бригада і штаб Волинської групи (командувач — Юрій Тютюнник) Армії Української Народної Республіки. 11 листопада тут було відбито 6 козаків, що потрапили у полон під час бою за Коростень і яких московський кінний роз'їзд віз до Києва. У Будилівці селянам для поховання був залишений Болеслав Мінаківський, що загинув напередодні у бою за станцію Чоповичі.
У 1923 році увійшло до складу новоствореної Будилівської сільської ради, котру, 7 березня 1923 року, включено до складу новоутвореного Потіївського району Малинської округи; адміністративний центр ради. 11 серпня 1954 року, відповідно до указу Президії Верховної ради Української РСР «Про укрупнення сільських рад по Житомирській області», Будилівську сільську раду ліквідовано, село передане до складу Новобудської сільської ради Потіївського району Житомирської області. 21 січня 1959 року, в складі сільської ради, увійшло до Радомишльського району. 5 березня 1960 року село включене до складу Іванівської сільської ради Радомишльського району. 30 грудня 1962 року, в складі сільської ради, передане до Малинського району Житомирської області.
27 січня 1965 року, відповідно до рішення Житомирського облвиконкому № 39 «Про зміни в адміністративному підпорядкуванні деяких населених пунктів області», село передане до складу Облітківської сільської ради Радомишльського району. 27 липня 1965 року адміністративний центр Облітківської сільської ради перенесено до с. Нова Буда з перейменуванням її на Новобудську.
6 серпня 2015 року село увійшло до складу Потіївської сільської територіальної громади Радомишльського району Житомирської області. Від 19 липня 2020 року, разом з громадою, в складі новоутвореного Житомирського району Житомирської області.

## Відомі люди
- Ольшевська Галина Сергіївна (1898—1972) — українська актриса, Народна артистка УРСР.